# Monte Penna
Der Monte Penna ist ein 1735 m s.l.m. hoher Berg im Ligurischen Apennin, innerhalb des Naturparks Aveto, und gehört mit seinen 1735 Metern Höhe zu den höchsten Gipfeln der Region.
Zusammen mit dem Monte Pennino ist er auf dem Wappen des Naturparks abgebildet. Seine nördlichen Hänge sind relativ steil und werden von nacktem Basaltgestein gebildet. Im Gegensatz dazu erscheinen die Südhänge durch ihre üppige Vegetation weicher und einladender.
Vom Gipfel des Berges bietet sich einem ein Panorama über das Ligurische Meer und die Bergspitzen und Täler der westlichen Alpen. Wegen seiner exponierten Lage galt er bei den Ligurern als Sitz der keltischen Gottheit Penn, woher auch sein Name stammt.